# Кастельфондо
Кастельфондо (італ. Castelfondo) — муніципалітет в Італії, у регіоні Трентіно-Альто-Адідже,  провінція Тренто.
Кастельфондо розташоване на відстані близько 520 км на північ від Рима, 45 км на північ від Тренто.
Населення — 634 особи (2014).
Щорічний фестиваль відбувається 6 грудня. Покровитель — святий Миколай.

## Демографія
Населення за роками:

Станом на 31 грудня 2014 року в муніципалітеті офіційно проживало 70 іноземців з 6 країн, серед них 67 громадян країн Євросоюзу.

## Сусідні муніципалітети
- Брец
- Фондо
- Лауреньо
- Сан-Панкраціо
- Сенале-Сан-Феліче